# Сила (апостол)
Вижте пояснителната страница за други значения на Сила.
Сила̀ или Силван (на гръцки: Σιλᾶς; Σιλουανός; на латински: Silvanus, Silas) e сподвижник на апостолите Павел и Петър през 1 век.

## Религиозна дейност
Сила е юдео-християнин и уважаван с пророчески способности член на първата християнска общност в Йерусалим.
След Апостолския събор в Йерусалим, провел се между 44 година и 49 година, Сила е определен да отиде с Павел в Антиохия и да съобщи на тамошната древна общност решенията на събора (Деяния на апостолите, 15, 22). Връща се обратно в Йерусалим (Деяния на апостолите, 15, 33). Разделя се от Варнава (Деяния на апостолите, 15, 40). След това Павел го взема със себе си при неговото второ мисионерско пътуване. По време на престоя им във Филипи двамата са затворени в затвор (Деяния на апостолите 16, 23). Във Верия те се раделят временно, понеже Павел си тръгва, заради едно бунтуване. Сила и Тимотей остават във Верия. Той се среща с Павел отново в Коринт (Деяния на апостолите 18,5).
Сила е съосновател е на Коринтската община (2 Коринтяни, 19), където става епископ. Споменат е в Първото послание на апостол Петър като Силван, секретар, който написал писмото на Петър. (1. Петър 5,12).

## Служба и съдействие
Сила е споменат в Новия завет на 16 места:
- Пратеник на Йерусалимската община (Apg 15,22.25)
- Проповедник и мотиватор (Apg 15,32; 2.Kor 1,19)
- Придружител на Апостол Павел при неговото Второ мисионско пътуване (Apg 15,40)
- Съ-автор на различни писма (1.Thess 1,1; 2.Thess 1,1; 1.Petr 5,12)

## Почетни дни
- Православни: 17 януари (4 януари по стар стил) & 12 август (30 юли по стар стил)
- Католици: 13 юли